# 后里台地
后里台地，台灣中部的一個台地地形，南北夾於大安溪與大甲溪之間，在台中盆地北緣，行政區域包括台中市后里區及外埔區。

## 地形
后里台地是大安溪、大甲溪兩溪下游間所夾的長方形台地。東緣高度270公尺，西緣在大甲東側高約100公尺，以40公尺左右之階崖與清水隆起海岸平原相接，地勢大致由東向西緩降。后里台地東西長12公里，南北寬約5公里，面積為60平方公里，平均高度在200公尺以下，平均高度約180公尺。
后里台地因為地盤相對隆起，河流下切而形成數段高、低位河階。后里台地大致可分為兩部分：東半部為「屯子腳階地群」；西半部為「磁磘階地群」。

## 地質
台地上普遍分佈紅棕色土壤，為台灣西部數個第四紀紅土礫石台地之一。在第四紀中更新世時，后里台地原為大安溪與大甲溪形成的古聯合沖積扇，後因構造運動，使得大安溪及大甲溪改道，下切形成后里台地。
在構造活動方面，主要受三義斷層、大甲斷層、 鐵砧山斷層及屯子腳斷層等活動斷層影響。